# رابرت هوبرت
رابرت هوبرت (انگلیسی: Robert Hubert) یک جوان ۲۵ ساله فرانسوی بود که به دنبال یک اعتراف ساختگی در ارتباط با
آتش‌سوزی بزرگ لندن در۲۷ اکتبر ۱۶۶۶م، در میدلسکس به دار آویخته شد. بعدها معلوم شد که وی هیچ نقشی در آتش‌سوزی نداشته و بی گناه بوده‌است.